# Callia argodi
Callia argodi är en skalbaggsart som beskrevs av Belon 1903. Callia argodi ingår i släktet Callia och familjen långhorningar. Inga underarter finns listade.